# Gang of Four (jeu)
Pour les articles homonymes, voir Gang of Four.
Le Gang of Four est un jeu de société créé par Lee F. Yih, un auteur chinois né à New York, et édité successivement par Dargaud, Asmodée puis, depuis 2002, par Days of Wonder.
Ce jeu se joue à trois ou quatre, une partie dure environ 45 minutes.

## Règle du jeu
Le but du jeu est d'être le premier à se débarrasser de ses cartes pour remporter une manche.
On peut considérer ce jeu comme une variante du Trou du cul avec les combinaisons du poker. Avec bien sûr des règles supplémentaires qui lui sont propres.
Les cartes sont numérotées de 1 à 10 dans 3 couleurs de valeurs croissantes : vert < jaune < rouge. Ces cartes sont présentes en double. En plus de ces 60 cartes, il existe 4 cartes particulières :
- le 1 multicolore, ne peut pas prendre n'importe quelle couleur et dont la valeur se situe strictement entre le 1 rouge et le 2 vert
- deux phœnix, un de couleur verte et un de couleur jaune
- un dragon rouge.

Le jeu totalise donc 64 cartes.

### Déroulement Les 64 cartes sont tout d'abord distribuées face cachée. S'il y a 4 joueurs, cela fait donc 16 cartes par personne. Dans le cas où il y aurait 3 joueurs, il faut créer un joueur fictif (un mort) et distribuer de la même façon les 16 cartes par personne.
Il faut réaliser des combinaisons de cartes (comme au poker) pour poser ses cartes et/ou suivre les enchères des autres joueurs. Voici les différentes combinaisons possibles:
- 1 carte
- 2 cartes : les paires (2 cartes de même valeur)
- 3 cartes : les brelans (3 cartes de même valeur)
- 5 cartes :
  - Les suites (5 cartes dont les numéros se suivent)
  - Les couleurs (5 cartes de même couleur)
  - Les full (formés d'un brelan et d'une paire)
  - Les suites à la couleur (5 cartes dont les numéros se suivent de même couleur)
- Les Gang
  - Les gang of four (4 cartes de même valeur)
  - Les gang of five (5 cartes de même valeur)
  - Les gang of six (6 cartes de même valeur)
  - Le gang of seven (composé de sept 1 qui correspond aux six 1 uns plus le 1 multicolore)

Quand un joueur pose une combinaison de cartes, les autres joueurs doivent poser une combinaison plus forte avec le même nombre de cartes à l’exception des gangs qui permettent de "couper". Il est également possible de passer son tour.
Celui qui réalise la meilleure enchère gagne le tour et relance une combinaison de son choix.
Quand un joueur n'a plus de carte, les autres joueurs marquent des points en fonction du nombre de cartes qu'il leur reste :
- 1 à 7 cartes, 1 point par carte
- 8 à 10 cartes, 2 points par carte
- 11 à 13 cartes, 3 points par carte
- 14 à 15 cartes, 4 points par carte
- 16 cartes, 5 points par carte

On recommence ensuite une nouvelle manche. Au début des manches suivantes, le joueur ayant totalisé le plus de points dans la manche donne sa meilleure carte au gagnant de la manche précédente, et celui-ci lui donne la carte de son choix.
Si un joueur pose et qu'il ne lui reste plus qu'une carte, il doit déclarer "Carte" afin d'avertir les autres joueurs.

### Fin de partie
La partie s'arrête quand un joueur atteint 100 points ou plus en cumulant plusieurs manches. Le vainqueur est celui qui totalise le moins de points.

## Récompense
- As d'or Jeu de l'année  1997

## Historique
Dérivé du choh dai di, jeu de cartes chinois très ancien.